# Сара Павловић
Сара Павловић (10. мај 1996) је српска фудбалерка и чланица женске омладинске репрезентације Србије. Наступа за женски фудбалски клуб Спартак из Суботице са којим се такмичи у Супер лиги Србије за жене.

## Каријера
До сада је укупно 9 пута наступала у дресу омладинске репрезентације Србије (У-19). Дебитантски наступ за национални омладински тим је имала 2013. године против одговарајуће селекције Малте.

## Награде и признања
Освојила је једну титулу државног првака и једну титулу победника Купа.